# Давидова Цецилія Давидівна

Цецилія Давидова

Цецилія Давидівна Давидова (нар. 1878, Одеса — пом. вересень 1909, Мілан) — оперна співачка (драматичне сопрано).

## Біографічні відомості
Навчалася в Петербурзькій консерваторії у класі К. Ферні-Джіральдоні, сценічне мистецтво вивчала у І. І. Палечека. Дебютувала в Ростові-на-Дону в партії Лізи («Пікова дама» П. Чайковського). Співала в Москві (1903, театр «Акваріум»), Іркутську, Петербурзі (театр «Олімпія», 1905). З 1907 року з великим успіхом гастролювала містами Італії (Палермо, Парма, Рим, Мілан, Генуя, Венеція), Іспанії (Барселона, 1907), а також в Монте-Карло (1909).
Мала красивий сильний голос з яскравим темпераментом.

## Репертуар

### Партії
- Рахіль («Юдейка» Ж. Ф. Галеві)
- Валентина («Гугеноти» Дж. Мейєрбера)
- Сантуцци («Сільська честь» П. Масканьї)
- Ізольда («Трістан та Ізольда» Р. Вагнера)
- Наташа («Русалка» О. Даргомижського, 1905, Петербург)
- Марина Мнішек («Борис Годунов» М. Мусоргського)
- Княгиня («Русалка» О. Даргомижського, італ., перша виконавиця на сцені в Монте-Карло, 1909)

## Записи
Записувалася на грамплатівки в Росії (1907) та Італії (1908—1909). Записала дуети з Аугусто Скампіні і Андреа Сегурола (на фірмі HMV).